# أرداسيز ساغينجان
أرداسيز ساغينجان (مواليد 6 أبريل 1928) هو ملاكم إيراني، مثّل بلاده في الألعاب الأولمبية الصيفية 1952.

## وصلات خارجية
أرداسيز ساغينجان على موقع أوليمبيديا (الإنجليزية)